# Prunay-Belleville
Prunay-Belleville település Franciaországban, Aube megyében. Lakosainak száma 222 fő (2022. január 1.). Prunay-Belleville Dierrey-Saint-Pierre, Échemines, Faux-Villecerf, Marigny-le-Châtel, Saint-Flavy és Saint-Lupien községekkel határos.

## Népesség
A település népessége az elmúlt években az alábbi módon változott:
| Lakosok száma | 202  | 192  | 243  | 229  | 250  | 241  | 217  | 211  | 209  | 222  |
|               | 1968 | 1982 | 1990 | 2006 | 2013 | 2015 | 2017 | 2019 | 2020 | 2022 |